# Acta Arithmetica
Acta Arithmetica (impresso: ISSN 0065-1036, online: ISSN 1730-6264) é uma revista científica sobre matemática que publica artigos sobre a teoria dos números. Foi estabelecida em 1935 por Salomon Lubelski e Arnold Walfisz. É publicada pelo Instituto de Matemática da Academia de Ciências da Polônia.